# المدیفی
المدیفی یک منطقهٔ مسکونی در امارات متحده عربی است که در امارت شارجه واقع شده‌است. المدیفی ۲۹ متر بالاتر از سطح دریا واقع شده‌است.